# Raymund Hörhager
Raymund Hörhager (* 25. Oktober 1910 in Düsseldorf; † 26. März 1992 in Wien) war ein deutscher Journalist, der u. a. als Auslandskorrespondent für namhafte deutsche Zeitungen in Wien arbeitete.

## Leben
Raymund Hörhager wurde als Sohn der ursprünglich aus dem Zillertal (Tirol) eingewanderten Eheleute Johann und Louise Hörhager (geb. Laimböck) in Düsseldorf geboren und besuchte dort das Hindenburg-Gymnasium. Bereits als Abiturient stand bei ihm als Berufswunsch „will Journalist werden“. Nach Jurastudium fing Hörhager als Volontär bei der Vossischen Zeitung an und arbeitete als Zeitungskorrespondent zunächst in Paris, dann in Prag und  Belgrad. Nach kurzer Ausbildung bei der Marine wurde Hörhager als Kriegsberichterstatter nach Nordafrika entsandt im Rahmen der 1941 erfolgten deutschen Landung in Tunesien. Nach der alliierten Gegenoffensive geriet Hörhager in Kriegsgefangenschaft der Engländer, die ihn an die Amerikaner übergaben. Als von der Sinnlosigkeit der deutschen Kriegsbestrebungen überzeugter Journalist beteiligte sich Hörhager aktiv an der Herausgabe und Redaktion der Zeitschrift für deutsche Kriegsgefangene Der Ruf. In diesem Zusammenhang spielte das Sonderlager Fort Kearney in Rhode Island eine zentrale Rolle, und Hörhagers Leistung wurde  hervorgehoben in einem Schreiben vom 1. Dezember 1945 des Provost Marshal General of the Army Service Forces, Archer L. Lerch.
Nach seiner Rückkehr zog Hörhager mit seiner Familie nach Wien, wo er als fester Auslandskorrespondent der Süddeutschen Zeitung über die bewegten Nachkriegsjahre in Österreich berichtete, als das Land dank geschickter Verhandlungen von Politikern wie Bundeskanzler Julius Raab und Außenminister Leopold Figl seine Unabhängigkeit zurückerlangte. Weiters berichtete Hörhager aus Wien für den Norddeutschen Rundfunk. Deutsche Zeitungen, die er dort viele Jahre vertrat, sind die Kölnische Rundschau, die Allgemeine Zeitung Mainz, die Rheinpfalz Ludwigshafen, den Südkurier in Konstanz sowie das St. Galler Tagblatt und das Luxemburger Wort. Seine Berichterstattung umfasste den gesamten Südosteuropäischen Raum. Er wurde Zeuge des ungarischen Volksaufstandes 1956 in Budapest, des Prager Frühlings 1968 in der damaligen ČSSR, sowie der zahlreichen Reformbestrebungen und schließlich des Zerfalls von Jugoslawien. Hörhager war stets bestrebt, gegenüber den kommunistischen Regimen in Osteuropa  Distanz zu wahren. Seine Kontakte zur Bürgerrechtsbewegung Charta 77 führten dazu, dass ihn die tschechoslowakische Regierung 1982 für mehrere Jahre zur Persona non grata erklärte.
Raymund Hörhager ist Autor eines Reiseführers zur ehemaligen Tschechoslowakei.
Er war Doyen und Ehrenmitglied des Verbandes der Auslandspresse in Wien. Seine Verdienste fanden breite Würdigung in den Medien.

## Anerkennungen
- 1981 Bundesverdienstkreuz I. Klasse der Bundesrepublik Deutschland[14][20]
- Goldenes Ehrenzeichen für Verdienste um die Republik Österreich[21]